# Công ty Cổ phần Hàng không Trãi Thiên
Trai Thien Air Cargo là một hãng hàng không vận chuyển hàng hóa của Việt Nam. Công ty có trụ sở chính tại Sân bay Quốc tế Tân Sơn Nhất, Thành phố Hồ Chí Minh, Việt Nam. Công ty được Cục Hàng không Việt Nam cấp giấy phép vào ngày 16 tháng 10 năm 2009 và hoạt động dịch vụ vận chuyển hàng hóa tại Việt Nam và các tuyến quốc tế.
Trước khi chính thức phê duyệt, Thủ tướng Chính phủ Nguyễn Tấn Dũng đã đồng ý với đề nghị của Bộ Giao thông vận tải Việt Nam về việc cho phép Trai Thien cung cấp dịch vụ vận chuyển hàng hóa bằng đường hàng không.
Trai Thien Air Cargo tập trung vào các thị trường hàng hóa trong nước nhưng công ty muốn để vận hành dịch vụ giữa Sân bay quốc tế Nội Bài ở Hà Nội và Đông Bắc Á; giữa sân bay quốc tế Tân Sơn Nhất ở Thành phố Hồ Chí Minh và khu vực Đông Nam Á.
Nếu hoạt động như kế hoạch, đây sẽ là công ty tư nhân Việt Nam đầu tiên được cấp phép cung cấp dịch vụ vận chuyển hàng hóa bằng đường hàng không với 2 chiếc Boeing 737-300F.
Công ty là một chi nhánh của Tập đoàn Trai Thien, đang mở văn phòng tại California để mở đường cho dịch vụ vận chuyển hàng hóa trực tiếp giữa Việt Nam và Hoa Kỳ.
Mặc dù bắt đầu chính thức vào tháng 6 năm 2010, công ty đã trì hoãn các chuyến bay doanh thu đầu tiên vào đầu tháng 9 sau đó đến cuối tháng 11. Phó Giám đốc Công ty Trai Thien Lê Giang Long thừa nhận, hãng hàng không đang gặp một số khó khăn về tài chính dẫn đến việc trả lương cho người lao động và tìm kiếm hợp đồng mới chậm trễ.
Ngày 5/12/2011, Bộ Giao thông Vận tải rút giấy phép hoạt động của Trai Thien, không có chuyến bay nào được thực hiện.